# Kuzmînți, Haisîn
Kuzmînți (în ucraineană Кузьминці) este localitatea de reședință a comunei Kuzmînți din raionul Haisîn, regiunea Vinnița, Ucraina.

## Demografie
Componența lingvistică a localității Kuzmînți
     Ucraineană (98,28%)
     Rusă (1,72%)
Conform recensământului din 2001, majoritatea populației localității Kuzmînți era vorbitoare de ucraineană (98,28%), existând în minoritate și vorbitori de rusă (1,72%).